# Maladzečna
Maladzečna (bjeloruski: Маладзечна) – grad u Bjelorusiji.
Nalazi se na ušću rijeke Uše i u neposrednoj blizini stare ceste Vilnius - Minsk u Minskoj oblasti. Grad je imao 98,500 stanovnika, 2008. godine.
Važno je željezničko čvorište s razvijenom prehrambenom, metalskom i lakom industrijom.
Maladzečna se prvi put spominje 1388. Tu su živjele razne plemićke obitelji Velikoga Vojvodstva Litve poput Radziwilla. Godine 1413., pripada pod regiju Vilniusa. U 15. stoljeću, nastao je dvorac na ušću rijeke Uše. Grad je trpio razaranja za vrijeme ratova Carske Rusije i Švedske. 
Godine 1738. ovdje je sagrađena crkva sv. Kazimira. Uskoro je grad dobio gospodarske povlastice. Od 1793., u sastavu je Ruskoga Carstva. Maladzečna je bio važno obrazovno središte. Tijekom Prvog svjetskog rata, okupirala ga je Njemačka.
Od 1920. do 1939., gradom je vladala Poljska. Godine 1939., okupirao ga je SSSR i postao je dio Bjeloruske SSR od 1941. do 1944. Tada ga je zauzela njemačka vojska. Tijekom nacističke okupacije u blizini grada osnovan je koncentracijski logor. Poslije je bio dio SSSR-a, a danas Bjelorusije.